# Felskinn (Band)
Felskinn ist eine Schweizer Heavy-Metal-Band aus Luzern mit Ausflügen in den Pop-Rock.

## Geschichte
Felskinn wurde als Soloprojekt von Andy Portmann gestartet. Die Musiker für die Band mussten erst noch gefunden werden. Am 28. Oktober 2005 folgte dann der erste Gig im Z7 im Vorprogramm von Shakra. Neben Andy Portmann waren Stefan Schroff (Ex-Sandee) an der Gitarre, Flavio Mezzodi am Schlagzeug und René Maurer (Ex-Gölä, Sandee) am Bass mit dabei. Letzterer wurde jedoch bereits beim nächsten Gig und durch Sarah Zaugg ersetzt, die fortan zur festen Besetzung von Felskinn gehörte. Im Jahr 2007 erschien das zweite Felskinn-Album Listen.
Nachdem die Band einige Jahre nicht mehr aktiv gewesen war, gab es ab Weihnachten 2017 ein Comeback mit Beat Schaub am Bass. 2018 erschien das Album Mind over Matter, das eingespielt wurde mit den beiden Gitarristen Cyril Montavon und Hef Häfliger sowie dem Schlagzeuger Flavio Mezzodi. Dazu kamen die Gastmusiker Mandy Meyer, Jgor Gianola und Mike Terrana.
2019 kamen die Gitarristen Martin Rauber und Tom Graber zu der Band sowie Ronnie Wolf am Schlagzeug. Mit dieser Besetzung wurde 2022 das Album Enter the Light veröffentlicht.

## Diskografie
Alben
- 2006: Felskinn (Disques Office)
- 2007: Listen! (Montaphon Records)
- 2014: Eleven Stages, unter dem Projektnamen Download
- 2018: Mind over Matter (Rock of Angels Records)
- 2022: Enter the Light (Rock of Angels Records / Soulfood)

Singles
- 2006: Stillstand